# Hvozdnica
Hvozdnica est un village de Slovaquie situé dans la région de Žilina.

## Histoire
Première mention écrite du village en 1250.

## Démographie

### Évolution de la population
| Année:               | 1994. | 2004.   | 2014.   | 2024.   |
| -------------------- | ----- | ------- | ------- | ------- |
| Nombre de personnes: | 1079  | 1139    | 1185    | 1235    |
| Différence:          |       | +5,56 % | +4,03 % | +4,21 % |

| Année:               | 2023. | 2024.   |
| -------------------- | ----- | ------- |
| Nombre de personnes: | 1226  | 1235    |
| Différence:          |       | +0,73 % |